# Уолш-Айленд
Уолш-Айленд (англ. Walsh Island; ирл. Inis na mBreatnach) — деревня в Ирландии, находится в графстве Оффали (провинция Ленстер) на километр западнее трассы R400.